# سكوت اندروز
سكوت اندروز هو سياسي كندي، ولد في 28 ديسمبر 1974 في سانت جونز في كندا. حزبياً، نشط في الحزب الليبرالي الكندي. وقد انتخب عضو مجلس العموم الكندي.

## وصلات خارجية
- الموقع الرسمي